# Harita ferrealis
Harita ferrealis là một loài bướm đêm trong họ Erebidae.